# Statue de Horemheb et Amenia
La statue d'Horemheb et d'Amenia est une grande sculpture double du futur pharaon Horemheb et de son épouse Amenia (destinée à ne pas devenir reine), retrouvée sur le site de Saqqarah (Basse-Égypte) ; elle est conservée à Londres, au British Museum.
L'identité des deux personnages est restée inconnue pendant plus d'un siècle, jusqu'à ce qu'en 1976, une équipe d'archéologues hollandais et britanniques découvre un fragment manquant (un morceau des mains enlacées des deux époux) dans la tombe d'Horemheb (non pas celle qu'il fit construire comme pharaon dans la vallée des Rois, mais la sépulture construite alors qu'il n'était que général en chef des armées du roi) à Saqqarah.

## Acquisition
La statue a été acquise par le British Museum en 1839 de la collection du marchand Giovanni Anastasi. On ne savait pas, initialement, si la trouvaille provenait de Thèbes, en Haute-Égypte, ou de Saqqarah ; l'avis des érudits s'est peu à peu fixé sur Saqqarah, puisqu'Anastasi était beaucoup plus actif dans la région de Memphis que celle de Thèbes, mais aussi parce qu'un groupe de statues doubles similaires (la plus célèbre est celle de Maia, le trésorier de Toutânkhamon, et de sa femme Merit, conservée à Leyde) a été découvert dans d'autres tombes à proximité du site en question.

## Découvertes récentes
En 2009, des preuves concrètes ont été trouvées qui prouvaient hors de tout doute raisonnable que la statue représenterait Horemheb et sa femme Amenia et qu'elle proviendrait de la tombe qu'ils avaient préparée à Saqqarah. En 1976, une équipe internationale d'archéologues et de chercheurs des Pays-Bas et du Royaume-Uni a découvert, à l'intérieur de la tombe de Saqqarah, un fragment de taille considérable : en l'occurrence, trois mains jointes. Un moulage en plâtre du fragment réalisé en 2009 correspondait parfaitement aux deux mains d'Amenia et à la gauche d'Horemheb, tendrement entrelacées.

## Description
Mari et femme sont assis côte à côte sur un grand trône à pattes de lion. Ils portent tous deux de longues tuniques plissées et des perruques typiques de la fin de la XVIIIe dynastie (l'époque des successeurs d'Akhenaton : Smenkhkarê, Toutânkhamon, Aÿ et Horemheb lui-même). Il a des sandales aux pieds et ses manches sont larges et légèrement tombantes. La double statue, peinte à l'origine avec des couleurs vives aujourd'hui disparues, montre un moment d'intimité inhabituelle dans l'acte d'Amenia de serrer la main gauche d'Horemheb avec les siennes. Dans l'ensemble, l'œuvre est en excellent état, hormis de légères dégradations, et donne une idée précise de l'élégance sereine de la haute aristocratie durant le Nouvel Empire.

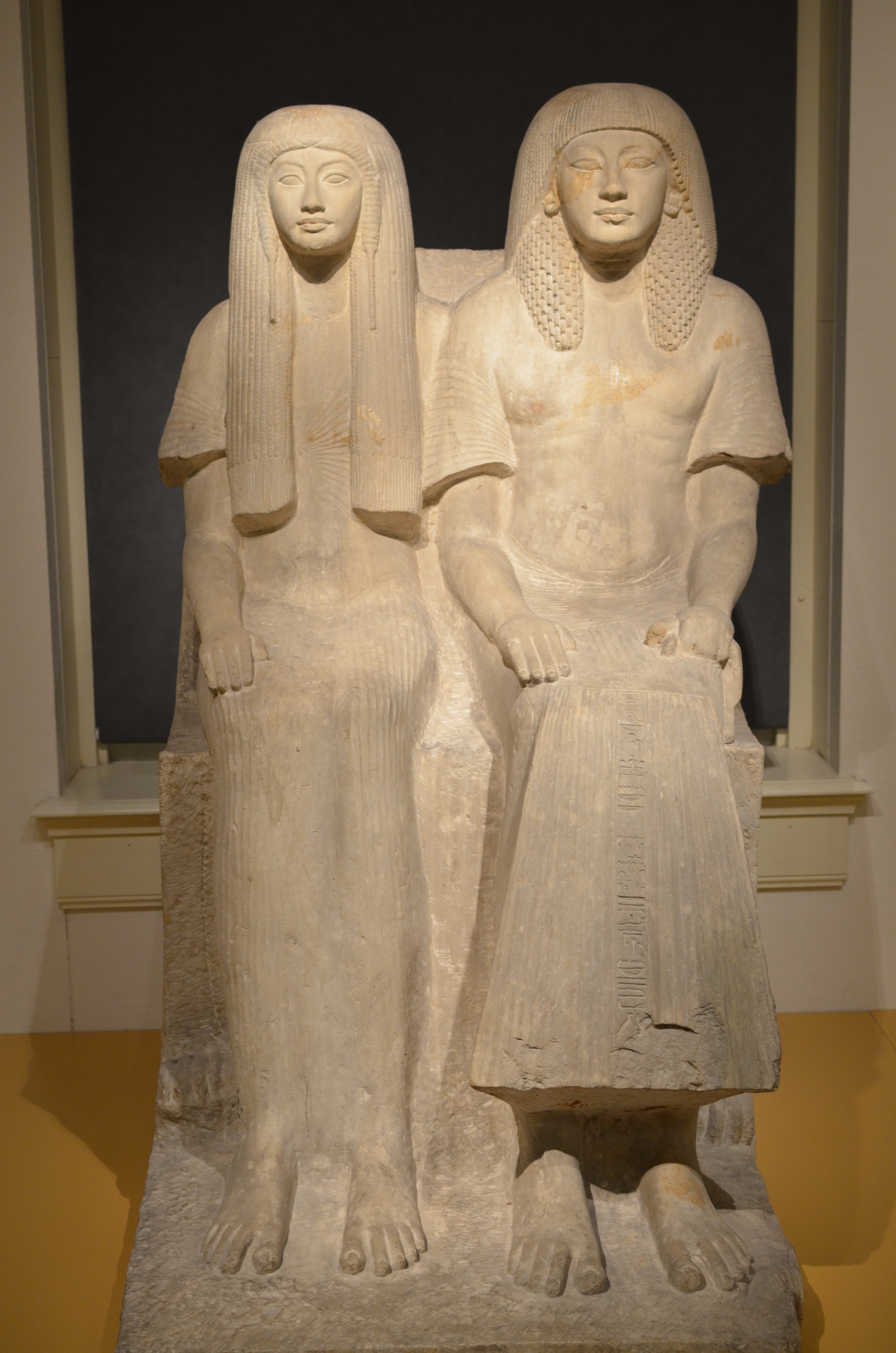
Statue double de Maia et Merit, découverte à Saqqarah et largement comparable à celle d'Horemheb et d'Amenia.
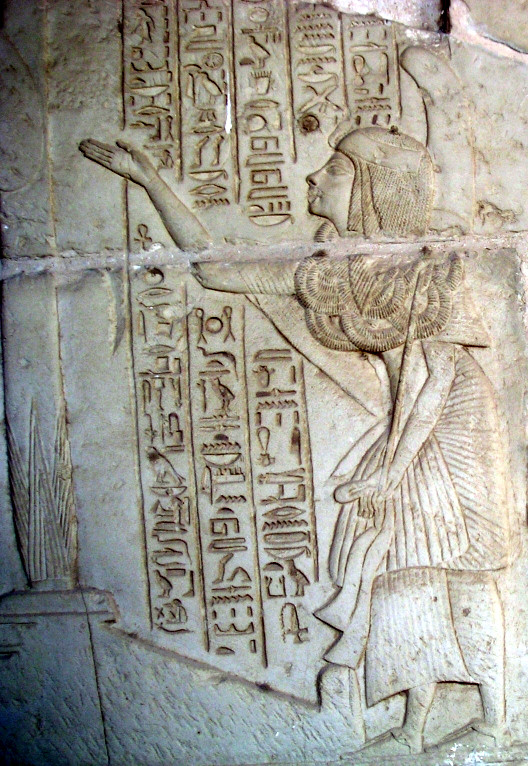
Relief représentant Horemheb en tant que fonctionnaire, dans sa tombe à Saqqarah, d'où provient la statue d'Amenia.
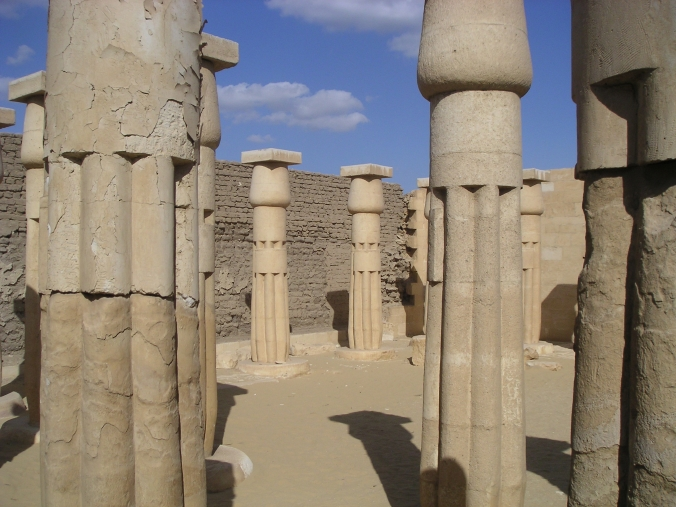
Ruines de la tombe inutilisée d'Horemheb à Saqqarah.